# Museo statale di arte orientale
Il Museo statale di arte orientale (in russo Государственный музей Востока?, Gosudarstvennyj muzej Vostoka) è un museo di Mosca che possiede una delle più grandi collezioni di arte orientale della Russia.

## Storia
Il museo venne fondato il 30 ottobre 1918 con il nome di Ars Asiatica. Inizialmente era costituito dai due dipartimenti di Estremo Oriente e Medio Oriente ed era situato nella villa nazionalizzata del collezionista Vladimir Osipovič Giršman costruita nel 1897 nei pressi dell'arco detto "Porte Rosse" (Krasnye Vorota), la quale ospitava il deposito del Fondo museale nazionale. Tra il 1919 e il 1923 il museo ebbe sede in due sale del Museo statale di storia e fu tra i primi della neonata Repubblica Socialista Federativa Sovietica Russa ad allestire le proprie mostre, poi fino al 1926 occupò alcuni spazi della Stroganova, che all'epoca era la sede del Vchutemas, e successivamente venne trasferito presso la casa di Ivan Evmen'evič Cvetkov, che all'epoca ospitava una galleria d'arte.
Nel 1925 il museo venne rinominato in Museo statale delle culture orientali (SMOOC) e nel 1929 venne trasferito presso la chiesa del profeta Elia in Voroncovoe pole. Nel luglio 1941 parte della collezione venne evacuata a Novosibirsk e a Solikamsk, mentre tutti gli altri oggetti vennero nascosti nei sotterranei del museo. Nel 1944 l'intera collezione tornò al museo e vennero effettuati restauri alla sede. L'anno successivo vennero inaugurati gli spazi espositivi permanenti relativi alle repubbliche dell'Unione Sovietica orientale, alla Cina, al Giappone e all'India.
Nel 1962 il museo assunse il nome di Museo statale di arte orientale (SMAIO) e nel 1970 venne destinato alla sua sede definitiva, la Casa Lunin in Nikitskij bul'var, un edificio ricostruito in stile Impero da Domenico Gilardi tra il 1813 al 1823. Dopo un lungo restauro, negli anni ottanta e novanta vennero inaugurati sempre più nuovi spazi espositivi, come quelli dedicati a Nikolaj e Svjatoslav Rerich, alla Corea, alla Cina, al Giappone, al Sud-est asiatico, al Caucaso, all'Asia centrale, ai popoli del Nord e della Siberia, all'Iran e all'India. Nel 1985 venne fondata a Majkop, in Adighezia, una filiale distaccata destinata a diventare uno dei più grandi centri culturali della Russia meridionale.
Nel dicembre 1991 il museo venne designato bene culturale di importanza nazionale della Federazione Russa. Nel 2016 è stata istituita una nuova filiale, il Museo Rerich, ospitata inizialmente nella Casa Lopuchin e poi al primo piano del padiglione n. 13 del VDNCh. Quest'ultimo edificio ospita dal 2019 sia i depositi del museo di arte orientale, sia parte delle collezioni archeologiche e dei laboratori di restauro.

## La collezione museale

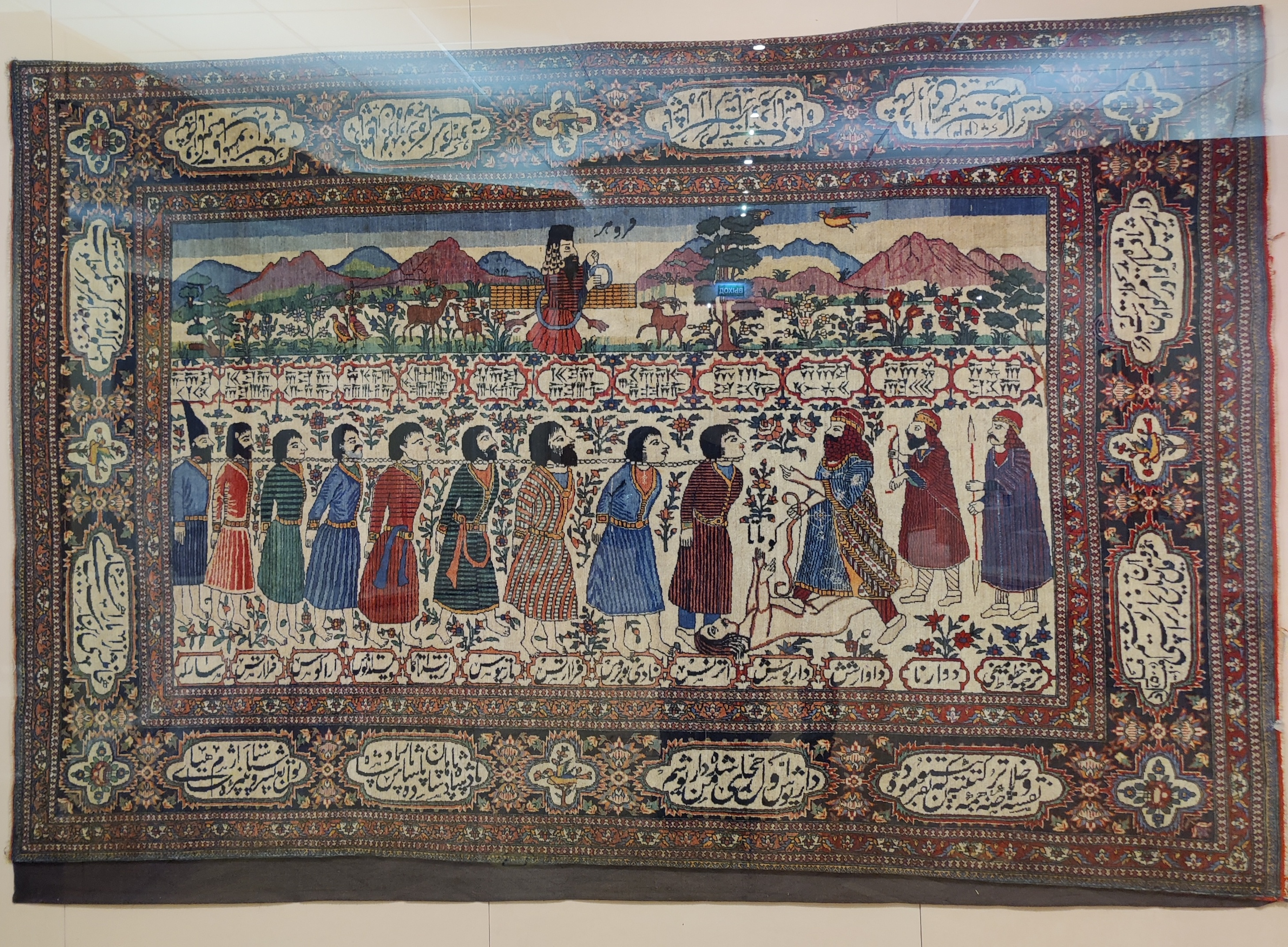
Tappeto basato sulle Iscrizioni di Bisotun

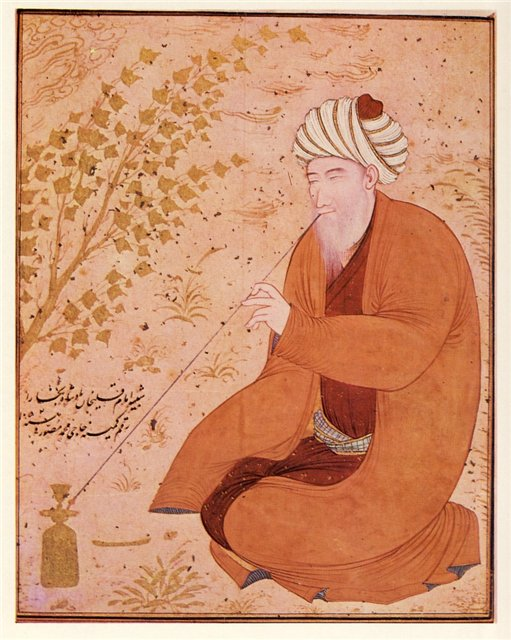
Ritratto di Imam Quli Khan, khan di Bukhara, opera di Muhammad Musawwir, 12,7 x 16,3 cm.

Nei primi decenni della sua esistenza il museo si rifornì principalmente da negozi di antiquariato e magazzini, ma soprattutto dal Fondo museale nazionale che possedeva oggetti di arte orientale di famosi collezionisti russi come Pëtr e Sergej Ščukin, Henri Brocard, Il'ja Semënovič Ostrouchov, Pëtr Petrovič Končalovskij, Agathon Fabergé, Pavel Ivanovič Charitonenko e Konstantin Fëdorovič Nekrasov. Altri importanti reperti vennero donati da altri musei o acquistati da privati, come la grande collezione di arte buddista di Aleksej Matveevič Pozdneev o la preziosa collezione di arte persiana di Vladimir Gennadievič Tardov. Inoltre, dal 1929 al 1941 vennero organizzate frequenti spedizioni nelle repubbliche sovietiche orientali.
Dopo la seconda guerra mondiale il museo venne arricchito con tre collezioni significative: una di ceramiche antiche e medievali donata dalla Missione archeologica francese in Iran (1945), una di arte giapponese e cinese raccolta dal collezionista e filantropo giapponese Shudo Sadamu (1946-1947), e infine la più ricca collezione di arti decorative e applicate cinesi (circa 1.500 opere) donata da D. M. Mel'nikov (1948-1949).
Tra il 1950 e il 1980 il museo acquisì il maggior numero dei suoi reperti: ricevette numerose collezioni dalle repubbliche sovietiche dell'Asia centrale e del Caucaso, nonché da Cina, India, Mongolia, Vietnam, Birmania e da altri paesi dell'Asia e dell'Africa. Alcuni di queste importanti opere d'arte sono i rython di Nisa dal Turkmenistan, le stampe giapponesi possedute da Igor' Ėmmanuilovič Grabar' e i reperti archeologici provenienti da Termez, Afrasiab, Varahša, Durman Tepe, ma anche dal Circondario autonomo della Čukotka e dal Caucaso settentrionale.
Gli oggetti del museo provengono da oltre 100 paesi dell'Asia e dell'Africa e ammontano un totale di oltre 150 mila pezzi, di cui la stragrande maggioranza consiste di opere d'arte originali, oggetti per la casa e arti decorative e applicate che vanno dal Neolitico al XXI secolo. Gli oggetti sono suddivisi per paese, per regione e per materiale impiegato. Oltre alle sale permanenti su base regionale c'è una sala separata dedicata alla pittura, alla grafica e alla scultura contemporanea del Caucaso e dell'Asia centrale che espone opere di grandi maestri come Niko Pirosmani, Elena Dmitrievna Achvlediani, Martiros Sergeevič Sar'jan, Ervand Kochar, Lado Gudiashvili e molti altri.
Nel 2018 è stata installata nell'atrio del museo una targa in memoria di Pavel Pavlovič Muratov, importante promotore della creazione e dello sviluppo del museo stesso.